# Forschungsreaktor Jülich 1
Der Forschungsreaktor Jülich 1 (FRJ-1, auch Forschungsreaktor MERLIN genannt) war ein Kernreaktor, der von 1962 bis 1985 auf dem Gelände des Forschungszentrums Jülich (früher Kernforschungsanlage Jülich) betrieben wurde. Er war mit einer Nennleistung von 10 Megawatt (MW) einer der größten Forschungsreaktoren Deutschlands und wurde als Neutronenquelle ausschließlich zu Forschungszwecken eingesetzt.

## Geschichte
Die Grundsteinlegung für den Forschungsreaktor MERLIN (Medium Energy Research Light water moderated Industrial Nuclear reactor) war gemeinsam mit dem Forschungsreaktor DIDO am 11. Juni 1958, gut ein Jahr nach der Gründung des Forschungszentrums (damals noch Gesellschaft zur Förderung der kernphysikalischen Forschung) selbst. Der Reaktor erreichte seine erste Kritikalität am 23. Februar 1962, etwa ein dreiviertel Jahr vor seinem Partnerreaktor. Seine thermische Leistung betrug zunächst 5 MW, später wurde sie auf 10 MW erhöht.
Aufgrund von Umstrukturierungsmaßnahmen wurde der Reaktor nach 23-jähriger Laufzeit am 22. März 1985 abgeschaltet. Die Brennelemente wurden daraufhin aus der Anlage entfernt und in die Vereinigten Staaten und nach Großbritannien verbracht. Mit der Stilllegung der Reaktoranlage wurde am 8. Juni 1995 begonnen. Der Reaktorblock wurde von 2000 bis 2003 zurückgebaut, die Freimessungen fanden in den Jahren 2004 bis 2007 statt. Am 23. November 2007 wurde die Anlage schließlich aus dem Geltungsbereich des deutschen Atomgesetzes entlassen. Die zurückgebliebene Hülle des Reaktorgebäudes wurde von März bis Juni 2008 abgebaut, auf dem Grundstück wurde daraufhin eine Grüne Wiese angelegt. Am 8. September 2008 wurde zum Abschluss der Stilllegungsarbeiten symbolisch in der Mitte des Areals eine Eiche gepflanzt.

## Aufbau
Der Forschungsreaktor FRJ-1 war ein Materialtestreaktor vom Typ Schwimmbadreaktor, der mit leichtem Wasser moderiert und gekühlt wurde. Die Neutronen wurden durch Beryllium-Reflektoren gebündelt. Der maximale thermische Neutronenfluss betrug 1,1 × 1014 n/cm2 s. Der Reaktor wurde hauptsächlich zur Bestrahlung von Proben eingesetzt.